# Crayon Shin-chan - Arashi o yobu! Ola to uchū no princess
Crayon Shin-chan - Arashi o yobu! Ola to uchū no princess (クレヨンしんちゃん 嵐を呼ぶ!オラと宇宙のプリンセス?, Kureyon Shin-chan - Arashi o yobu! Ora to uchū no purinsesu), letteralmente "Crayon Shin-chan - Evocare la tempesta - Ola e la principessa dello spazio", è un film d'animazione del 2012 diretto da Sōichi Masui.
Si tratta del ventesimo film basato sul manga e anime Shin Chan. Celebra il 20º anniversario della serie anime.
Come per gli altri film di Shin Chan, non esiste un'edizione italiana del lungometraggio.

## Personaggi e doppiatori
| Personaggio       | Doppiatore       |
| ----------------- | ---------------- |
| Shinnosuke Nohara | Akiko Yajima     |
| Hiroshi Nohara    | Keiji Fujiwara   |
| Misae Nohara      | Miki Narahashi   |
| Masao Sato        | Mie Suzuki       |
| Nene Sakurada     | Tamao Hayashi    |
| Tōru Kazama       | Mari Mashiba     |
| Boo               | Chie Satou       |
| Midori Yoshinaga  | Haruhi Terada    |
| Ume Matsuzaka     | Michie Tomizawa  |
| Masumi Ageo       | Kotono Mitsuishi |
| Enchiyou          | Rokurō Naya      |
| Mineko Kazama     | Sakiko Tamagawa  |

## Distribuzione

### Edizioni home video
In Giappone il film è stato distribuito in DVD e Blu-ray Disc il 22 novembre 2012.